# Tommy Armour

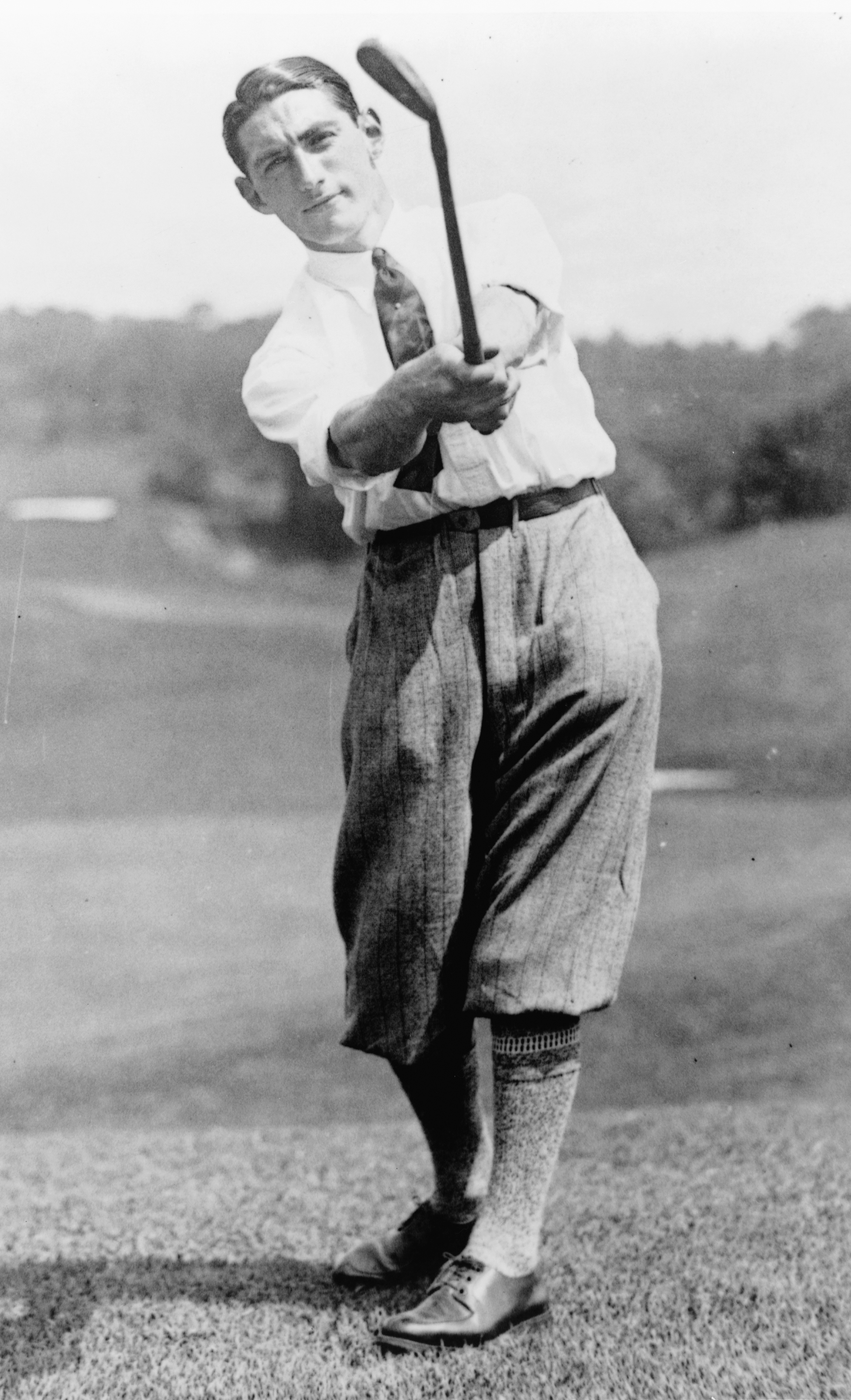
Tommy Armour fotografiado a fines de la década de 1920

Thomas Dickson Armour, más conocido como Tommy Armour (Edimburgo, Escocia, Reino Unido, 24 de septiembre de 1894-11 de septiembre de 1968), fue un golfista escocés que compitió profesionalmente en las décadas de 1920 y 1930. Era apodado el "Escocés Plateado" (Silver Scot en inglés).
Ganó tres torneos mayores según las estadísticas actuales: el Abierto de los Estados Unidos de 1927, el Campeonato de la PGA de 1930 y el Abierto Británico de 1931. Fue el tercer golfista en ganar los tres, esto antes de que se comenzara a realizar el Masters de Augusta. También venció en el Abierto del Oeste de 1929 y el Abierto de Canadá de 1927, 1930 y 1934.

## Trayectoria
Armour estudió en la Universidad de Edimburgo y combatió en la Primera Guerra Mundial en el regimiento de tanques del Ejército Británico.
En 1920, ganó el Campeonato Amateur de Francia y alcanzó cuartos de final del Campeonato Amateur de los Estados Unidos. En 1924 se convirtió en golfista profesional.
A lo largo de su carrera en el PGA Tour, Armour obtuvo 25 torneos del PGA Tour, destacándose cinco en 1927, cuatro en 1928 y tres en 1930 y 1932.
Además de sus tres victorias en torneos mayores, resultó segundo en el Campeonato de la PGA de 1935, cuarto en el Abierto de los Estados Unidos de 1933, quinto en 1929, sexto en 1930 y octavo en el Masters de Augusta de 1937, logrando en total 16 top 10 en torneos mayores.
Una semana después de obtener el Abierto de los Estados Unidos de 1927, Armour registró 23 golpes en un hoyo de par 5, la mayor cantidad de golpes en un solo hoyo en la historia del PGA Tour. Su victoria en el Abierto Británico fue en Carnoustie, a menos de 100 km de su Edimburgo natal.
Luego de retirarse, publicó varios libros instructivos de golf, entre ellos How to Play Your Best Golf All the Time, el más vendido durante varios años, y una serie de películas didácticas en cinta de 8 milímetros. Armour ingresó en el Salón de la Fama del Golf Mundial en la tercera generación en 1976.
Su nieto Tommy Armour III también obtuvo victorias en el PGA Tour.